# Kondowo
Kondowo (mac. Кондово) – wieś w Macedonii Północnej; 12 tys. mieszkańców (2006).